# أنتونيو ديل كاستيو
أنتونيو ديل كاستيو إي سافيدرا (بالإسبانية: Antonio del Castillo y Saavedra)‏ (تموز\يوليو 10، 1616 – شباط\فبراير 2، 1668) رسام ونحات وشاعر إسباني باروكي.

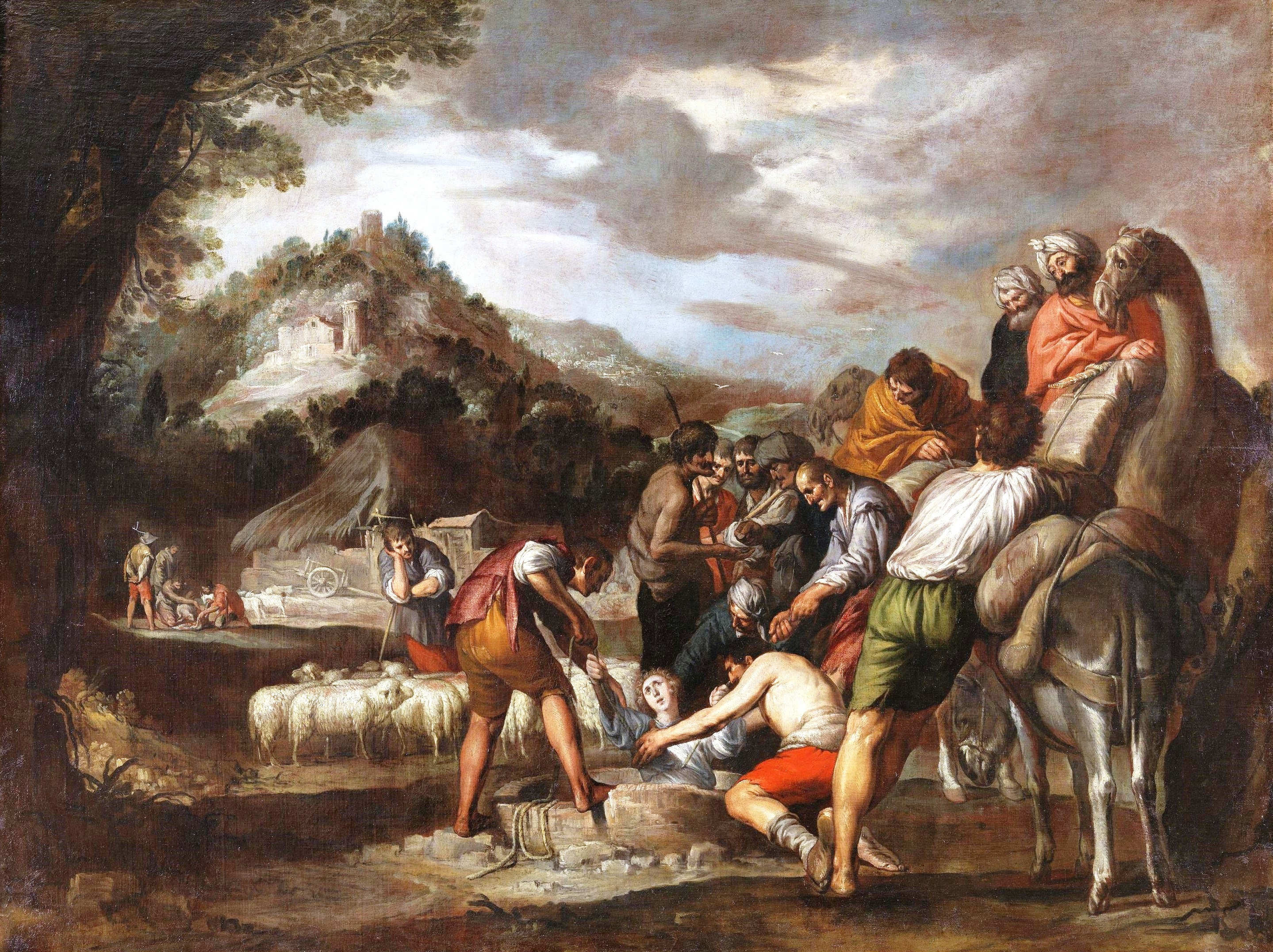
أنتونيو ديل كاستيو إي سافيدرا، لوحة إخوة يوسف يبيعونه، c.1660.

## سيرته
ولد أنتونيو ديل كاستيو إي سافيدرا في قرطبة. تدرب على الرسم بإشراف والده أوغسطين ديل كاستيو، وبعد موته تدرّب قليلاً على يد رسام تناول الرسم الديني هو إغناسيو إيدو كالديون من عام 1631 حتى 1634. تعلّم لاحقاً في إشبيلية على يد فرانسيسكو دي زورباران وعمّه خوان ديل كاستيو، الذي كان أيضاً معلّم ألونسو كانو وبارتولومه إستبان موريو وبيدرو دي مويا. عام 1635 عاد إلى قرطبة، حيث رسم تصويراً جصياً ولوحات زيتية (كتلك التي في كنيسة سانتا مارينا).
توفي كاستيو في قرطبة عام 1668.